# Lịch Julius
Lịch Julius, hay như trước đây phiên âm từ tiếng Pháp sang là lịch Juliêng, được Julius Caesar giới thiệu năm 46 TCN và có hiệu lực từ năm 45 TCN (709 ab urbe condita). Nó đã được lựa chọn sau khi có sự tư vấn của nhà thiên văn người Alexandria là Sosigenes và đã được thiết kế để gần đúng với năm chí tuyến, đã được biết ít nhất là từ thời Hipparchus. Nó có các năm thường 365 ngày được chia thành 12 tháng, và ngày nhuận được thêm vào tháng Hai sau mỗi 4 năm. Vì thế năm Julius trung bình dài 365,25 ngày.
Lịch Julius được duy trì sử dụng cho đến tận thế kỷ 20 ở một số quốc gia và hiện vẫn còn được một số nhà thờ Chính thống giáo sử dụng. Tuy nhiên, quá nhiều ngày nhuận được thêm vào để phù hợp với các mùa thiên văn trong sơ đồ này. Trung bình, các điểm phân và điểm chí diễn ra sớm hơn khoảng 11 phút trên năm so với lịch Julius, làm cho lịch này có thêm một ngày dư ra sau mỗi 134 năm. Trong khi Hipparchus và có lẽ cả Sosigenes đã biết về sai khác này (mặc dù có thể không phải là giá trị chính xác), nó đã được coi là ít quan trọng. Tuy nhiên, nó tích lũy đáng kể theo thời gian và cuối cùng dẫn đến sự cải cách lịch năm 1582 trong đó người ta đã thay thế lịch Julius bằng lịch Gregorius có độ chính xác cao hơn.
Ký hiệu "kiểu cũ" (OS) đôi khi được sử dụng để chỉ ngày tháng trong lịch Julius, ngược lại với "kiểu mới" được dùng để chỉ ngày tháng trong lịch Gregorius. Ký hiệu này được sử dụng khi có nguy cơ gây nhầm lẫn các số liệu về ngày tháng trong các văn bản.

## Từ La Mã tới Julius
Năm thông thường trong lịch La Mã trước đó chứa 12 tháng có tổng cộng 355 ngày. Để bổ sung, tháng nhuận, Mensis Intercalaris, đôi khi được chèn vào giữa tháng Hai và tháng Ba. Tháng nhuận này được tạo ra bằng cách chèn 22 ngày trước 5 ngày cuối cùng của tháng Hai, tạo ra tháng có 27 ngày. Nó bắt đầu khi tháng Hai bị cắt ngắn có 23 hay 24 ngày, vì thế nó có tác dụng thêm vào 22 hay 23 ngày đối với năm, tạo ra năm nhuận có 377 hay 378 ngày.
Theo Censorinus và Macrobius, chu kỳ nhuận lý tưởng bao gồm các năm thường có 355 ngày xen kẽ với các năm nhuận, mà các năm nhuận này lại xen kẽ các năm 377 và 378 ngày. Trong hệ thống này, năm La Mã trung bình là 366,25 ngày trong 4 năm, làm cho nó có sự chuyển dịch trung bình khoảng 1 ngày trên năm khi so sánh với bất kỳ điểm chí hay điểm phân nào. Macrobius miêu tả một sự hoàn thiện hơn nữa, trong đó có 8 năm trong tổng số 24 năm chỉ có 3 năm nhuận có 377 ngày và 5 năm thường 355 ngày (16 năm còn lại là 8 năm thường, 4 năm nhuận 377 ngày và 4 năm nhuận 378 ngày). Sự hoàn thiện này làm cho độ dài trung bình của năm là 365,25 ngày trên 24 năm. Trong thực tế, các năm nhuận không diễn ra dưới dạng giản đồ phù hợp với các hệ thống lý tưởng này, mà được các giáo hoàng xác định. Như có thể xác định từ các chứng cứ lịch sử, chúng đã không diễn ra có quy luật như là các mô hình lý tưởng đề xuất. Chúng thường diễn ra trong năm thứ hai hay thứ ba của chu kỳ 4 năm, nhưng đôi khi bị bỏ quên lâu hơn, và thỉnh thoảng diễn ra trong 2 năm liên tiếp.
Nếu quản lý chính xác hệ thống này thì về trung bình năm La Mã sẽ khá phù hợp với năm chí tuyến. Tuy nhiên, nếu quá nhiều năm nhuận bị bỏ quên, giống như đã xảy ra sau cuộc chiến tranh lần thứ hai của người La Mã với người Punici (Poenici) và trong thời kỳ nội chiến, thì lịch đã nhanh chóng dịch xa ra khỏi sự phù hợp với năm chí tuyến. Ngoài ra, do các năm nhuận thông thường được xác định rất muộn, do đó nói chung thì các công dân La Mã thường là không biết về ngày đó, cụ thể là nếu anh (chị) ta ở một nơi nào đó khá xa thành phố. Vì các lý do này, những năm cuối cùng trước khi lịch Julius ra đời sau này được gọi là các năm lộn xộn. Các vấn đề trở nên gay gắt trong thời kỳ Julius Caesar đảm nhận chức vụ hoàng đế, từ năm 63 TCN tới năm 46 TCN, trong thời gian này chỉ có 5 tháng nhuận thay vì 8 và đã không có tháng nhuận nào trong 5 năm La Mã cuối cùng trước năm 46 TCN.
Cải cách của Julius đã có ý định chỉnh sửa điều này một cách vĩnh cửu. Trước khi nó có hiệu lực, số ngày nhuận bị bỏ quên trước đó trong thời kỳ làm Giáo hoàng của Julius Caesar đã được bù lại bằng cách chèn 67 ngày (22+23+22) giữa tháng 11 và tháng 12 của năm 46 TCN trong dạng hai tháng để bổ sung cho 23 ngày đã được thêm vào từ tháng Hai. Vì thế 90 ngày đã được bổ sung cho năm này của lịch Cộng hòa La Mã, làm cho nó có tới 445 ngày. Do nó là năm cuối cùng của loạt các năm bất quy tắc, nên năm rất dài này đã và đang được nói đến như là năm lộn xộn cuối cùng. Năm đầu tiên để lịch mới được sử dụng là năm 45 TCN.

## Sai sót năm nhuận
Mặc dù lịch mới là đơn giản hơn nhiều so với lịch La Mã, nhưng các Giáo hoàng hình như vẫn hiểu sai thuật toán. Họ thêm ngày nhuận sau mỗi 3 năm thay vì sau mỗi 4 năm. Theo Macrobius, sai sót này là kết quả của việc tính gộp, vì thế chu kỳ 4 năm đã được coi như là bao gồm cả năm thứ nhất và năm thứ tư. Điều này tạo ra quá nhiều ngày nhuận. Caesar Augustus khắc phục sự khác biệt này bằng cách phục hồi tần suất chính xác sau 36 năm sai lầm. Ông cũng bỏ qua một số ngày nhuận nhằm tổ chức lại lịch của năm.
Trật tự lịch sử của các năm nhuận (tức các năm có ngày nhuận) trong thời kỳ này đã không được các nguồn sử liệu cổ đại đưa ra rõ ràng, mặc dù sự tồn tại của chu kỳ năm nhuận ba năm một lần đã được xác nhận bởi câu ghi lại trên bia có niên đại khoảng từ năm 9 TCN tới năm 8 TCN. Nhà niên đại học Joseph Scaliger năm 1583 đã thiết lập được là cải cách của Augustus đã diễn ra năm 8 TCN, và suy luận ra là chuỗi các năm nhuận thời kỳ đó là các năm 42, 39, 36, 33, 30, 27, 24, 21, 18, 15, 12, 9 TCN, 8, 12 v.v. Giả thiết này vẫn là giải pháp được chấp nhận rộng rãi nhất hiện nay. Đôi khi người ta cũng cho rằng năm 45 TCN cũng đã là năm nhuận.
Nhiều giải pháp khác cũng đã được đưa ra theo thời gian. Năm 1614, Kepler đề nghị rằng chuỗi chính xác các năm nhuận thời đó là 43, 40, 37, 34, 31, 28, 25, 22, 19, 16, 13, 10 TCN, 8, 12 v.v. Năm 1883, nhà niên đại học người Đức Matzat đề nghị các năm 44, 41, 38, 35, 32, 29, 26, 23, 20, 17, 14, 11 TCN, 4, 8, 12 v.v., dựa vào một đoạn trong Dio Cassius có đề cập tới ngày nhuận của năm 41 TCN và được nói trong đó là mâu thuẫn với quy tắc (của Caesar). Trong những năm thập niên 1960, Radke cho rằng cải cách trên thực tế được thực hiện khi Augustus trở thành Giáo hoàng Maximus năm 12 TCN, và cho rằng chuỗi đúng phải là 45, 42, 39, 36, 33, 30, 27, 24, 21, 18, 15, 12 TCN, 4, 8, 12 v.v.
Năm 1999, một tờ giấy cói (papyrus) Ai Cập đã được công bố, nó cung cấp bảng lịch thiên văn cho năm 24 TCN theo cả ngày tháng của người La Mã và người Ai Cập. Từ điều này, nó có thể chỉ ra là chuỗi có khả năng nhất là 44, 41, 38, 35, 32, 29, 26, 23, 20, 17, 14, 11, 8 TCN, 4, 8, 12 v.v, rất gần với chuỗi mà Matzat đưa ra. Chuỗi này chỉ ra rằng chuỗi năm nhuận Julius chuẩn được bắt đầu từ năm 4, năm thứ mười hai của cải cách của Augustus. Ngoài ra, theo chuỗi này thì năm La Mã thực tế đã đồng nhất với năm Julius đón trước trong khoảng thời gian từ năm 32 TCN tới 26 TCN. Điều này giả thiết rằng một trong các mục đích của việc tổ chức lại lịch của cải cách Augustus là để đảm bảo các ngày tháng quan trọng trong sự nghiệp của ông, nổi tiếng nhất là ngày thất thủ của Alexandria, ngày 1 tháng 8 năm 30 TCN, đã không bị ảnh hưởng bởi sự chỉnh sửa của ông.
Ngày tháng La Mã trước năm 32 TCN thông thường là diễn ra từ 1 đến 2 ngày trước ngày có cùng ngày Julius như thế, vì thế ngày 1 tháng 1 trong lịch La Mã của năm đầu tiên sau cải cách của Julius trên thực tế rơi vào ngày 31 tháng 12 năm 46 TCN (ngày Julius). Một hiệu ứng lạ lùng của điều này là sự ám sát Caesar diễn ra vào ngày Ides (ngày thứ 15) của tháng 3 năm 44 TCN chính là ngày 14 tháng 3 năm 44 TCN trong lịch Julius.

## Đặt tên các tháng
Ngay sau cải cách của Julius, mười hai tháng của lịch La Mã đã được đặt tên là Ianuarius, Februarius, Martius, Aprilis, Maius, Iunius, Quintilis, Sextilis, September, October, November và December, giống như tên gọi của chúng trước cải cách. Nhưng độ dài của chúng đã được thiết lập lại theo các giá trị như ngày nay. Tháng nhuận cũ (Mercedonius) đã bị bãi bỏ và thay thế bằng ngày nhuận duy nhất tại cùng thời điểm (tức là 5 ngày trước khi kết thúc tháng Februarius). Tháng đầu tiên của năm vẫn tiếp tục là Ianuarius, giống như nó đã là như thế kể từ năm 153 TCN.
Người La Mã sau đó đổi tên các tháng theo tên gọi của Caesar và Augustus, họ đổi tên Quintilis (nguyên thủy là "tháng thứ Năm", với tháng Ba = tháng thứ nhất) thành Iulius (tháng Bảy) vào năm 44 TCN và Sextilis ("tháng thứ Sáu") thành Augustus (tháng Tám) vào năm 8 TCN. (Cũng lưu ý rằng chữ cái J đã không có cho đến tận thế kỷ 17). Quintilis đã được đổi tên để tưởng nhớ tới Caesar do nó là tháng sinh nhật của ông. Theo senatusconsultum được Macrobius trích dẫn, Sextilis đã được đổi tên để tưởng nhớ Augustus vì một số trong số các sự kiện đáng kể nhất trong thời kỳ nắm quyền của ông, mà tột đỉnh của nó là thất thủ của Alexandria, đã diễn ra trong tháng này.
Các tháng khác cũng đã được đổi tên bởi các vị hoàng đế khác, nhưng nói chung không có sự thay đổi nào trong số này tồn tại sau khi họ chết. Caligula đổi tên September (tức "tháng thứ Bảy") thành Germanicus; Nero đổi tên Aprilis (tháng Tư) thành Neroneus, Maius (tháng Năm) thành Claudius và Iunius (tháng Sáu) thành Germanicus; và Domitian đổi tên September thành Germanicus và October ("tháng thứ Tám") thành Domitianus. Vào thời khác, September cũng đã được đổi tên thành Antoninus và Tacitus, và November ("tháng thứ Chín") đã được đổi tên thành Faustina và Romanus. Commodus là người duy nhất trong việc đổi tên cả 12 tháng theo các tên mà ông chấp nhận, theo trật tự từ tháng 1 tới tháng 12 là: Amazonius, Invictus, Felix, Pius, Lucius, Aelius, Aurelius, Commodus, Augustus, Herculeus, Romanus, Exsuperatorius.
Tồn tại lâu hơn cả trong số các tên gọi sớm nở tối tàn của thời kỳ các hoàng đế La Mã hậu Augustus là các tên gọi do Charlemagne đưa ra. Ông đổi tên tất cả các tháng theo cách gọi nông nghiệp trong tiếng Đức cổ. Chúng đã được sử dụng cho đến tận thế kỷ 15, và với một số sửa đổi thì dùng cho đến tận cuối thế kỷ 18 tại Đức và Hà Lan, theo trật tự từ tháng 1 đến tháng 12 là: Wintarmanoth (tháng mùa đông), Hornung (mùa xuân), Lentzinmanoth (tháng ăn chay), Ostarmanoth (tháng Phục Sinh), Winnemanoth (tháng chăn thả), Brachmanoth (tháng cày bừa), Heuvimanoth (tháng cỏ khô), Aranmanoth (tháng thu hoạch), Witumanoth (tháng củi gỗ), Windumemanoth (tháng rượu vang), Herbistmanoth (mùa thu/tháng thu hoạch) và Heilagmanoth (tháng Thánh). Sự phiên dịch tên gọi của các tháng này ngày nay vẫn còn được sử dụng trong một số ngôn ngữ Slav, chẳng hạn như trong tiếng Ba Lan.

## Độ dài các tháng
Theo học giả Sacrobosco (thế kỷ 13) thì sơ đồ nguyên thủy của các tháng trong lịch Julius là rất đều, xen kẽ các tháng dài và ngắn. Từ tháng 1 đến tháng 12 thì độ dài các tháng (theo Sacrobosco cho lịch Cộng hòa La Mã) là:
30, 29, 30, 29, 30, 29, 30, 29, 30, 29, 30, 29, tổng cộng 354 ngày.
Sacrobosco cho rằng Julius Caesar đã thêm 1 ngày vào mọi tháng, ngoại trừ tháng Hai, tổng cộng là 11 ngày nữa, tạo ra năm có 365 ngày. Ngày nhuận có lẽ đã được thêm vào tháng Hai trong năm nhuận:
31, 29 (hay 30), 31, 30, 31, 30, 31, 30, 31, 30, 31, 30
Ông cho rằng sau đó Augustus đã thay đổi nó thành:
31, 28 (hay 29), 31, 30, 31, 30, 31, 31, 30, 31, 30, 31
tạo ra độ dài các tháng rất không có quy tắc, làm sao để độ dài của tháng Augustus không thể ngắn hơn (và như thế là kém hơn) độ dài của tháng Iulius. Đây chính là độ dài các tháng mà ngày nay chúng ta đang dùng.
Mặc dù giả thuyết này vẫn còn được nhắc lại một cách rộng rãi, nhưng nó có lẽ là sai. Thứ nhất, một bức vẽ trên tường về lịch Cộng hòa La Mã vẫn còn tồn tại Bức họa lịch La Mã Lưu trữ ngày 5 tháng 1 năm 2006 tại Wayback Machine nó xác nhận rằng độ dài các tháng đã không đều trước khi Julius Caesar cải cách nó:
29, 28, 31, 29, 31, 29, 31, 29, 29, 31, 29, 29
Ngoài ra, cải cách Julius đã không thay đổi các ngày Nones và Ides. Cụ thể thì các ngày Ides là muộn (trong ngày thứ 15 chứ không phải thứ 13) trong các tháng 3, 5, 7 và 10, nó chỉ ra rằng các tháng này luôn luôn có 31 ngày trong lịch La Mã, trong khi thuyết của Sacrobosco cho rằng độ dài của tháng 10 đã bị thay đổi. Ngoài ra, thuyết của Sacrobosco là mâu thuẫn một cách rõ ràng với các thuyết của các tác giả thế kỷ 3 và 5 là Censorinus và Macrobius, và cuối cùng thì nó là mâu thuẫn với các độ dài các mùa được Varro đưa ra năm 37 TCN (trước khi có cải cách của Augustus), với ngày thứ 31 Sextilis được đưa ra trong tờ giấy cói Ai Cập từ năm 24 TCN, và với tháng Hai 28 ngày được chỉ ra trong Fasti Caeretani có niên đại trước năm 12 TCN.

## Đánh số năm
Phương pháp chủ yếu mà người La Mã đã dùng để xác định năm cho các mục đích ngày tháng là đặt tên nó theo ngày mà hai quan chấp chính tối cao nhận nhiệm vụ. Từ năm 153 TCN, họ đã nhận công việc vào ngày 1 tháng 1, và Julius Caesar đã không thay đổi sự bắt đầu của năm. Vì vậy năm chấp chính này đã là năm theo tên quan chấp chính hoặc năm được đặt tên. Các năm La Mã đã được đặt tên theo cách này cho đến khi quan chấp chính cuối cùng đã được đề cử vào năm 541. Rất ít khi người La Mã đánh số năm kể từ khi thành lập thành phố Roma, ab urbe condita (AUC). Phương pháp này đã được các nhà sử học La Mã sử dụng để xác định số năm từ một sự kiện cho đến một sự kiện khác mà không dùng để xác định năm. Các nhà sử học khác nhau có các ngày tháng khác nhau cho ngày thành lập Roma. Fasti Capitolini, một bản khắc chứa danh sách chính thức các quan chấp chính đã được Augustus công bố, sử dụng kỷ nguyên năm 752 TCN. Kỷ nguyên được Varro sử dụng là năm 753 TCN đã được nhiều nhà sử học hiện đại chấp nhận. Vì thế các biên tập viên thời kỳ Phục Hưng thường bổ sung nó vào các bản thảo mà họ xuất bản, tạo ra một ấn tượng sai là người La Mã đã đánh số các năm của họ. Phần lớn các nhà sử học hiện đại ngầm giả sử rằng nó bắt đầu vào ngày mà các quan chấp chính nhận nhiệm vụ và các tài liệu cổ như Fasti Capitolini (sử dụng các hệ thống AUC khác) cũng làm tương tự. Tuy nhiên, năm AUC của Varro về hình thức không bắt đầu vào ngày 1 tháng 1, mà là vào "ngày Thành lập", 21 tháng 4. Điều này đã ngăn không cho nhà thờ La mã thời kỳ đầu không kỷ niệm ngày Phục Sinh sau ngày 21 tháng 4 vì các hoạt động lễ hội gắn liền với Ngày Thành lập đã mâu thuẫn với nghi lễ trọng thể của mùa ăn chay là điều phải tuân thủ cho đến tận thứ bảy trước Lễ Phục Sinh vào ngày chủ nhật.
Bổ sung thêm cho các năm quan chấp chính thì người La Mã đôi khi sử dụng năm cầm quyền của hoàng đế. Anno Diocletiani, được đặt tên theo Diocletian, thông thường được những người Thiên chúa giáo gốc Alexandria sử dụng để đánh số các lễ Phục Sinh của họ trong thế kỷ 4 và 5. Năm 537, Justinian đã ra lện từ nay trở đi thì ngày tháng phải thêm cả tên của hoàng đế, để bổ sung thêm cho năm chỉ mục và tên quan chấp chính (điều cuối cùng này chỉ kết thúc 4 năm sau đó). Sắc lệnh này làm cho năm của Byzantin bắt đầu vào ngày 1 tháng 9, nó vẫn được sử dụng tại các giáo hội Chính thống giáo phương Đông để tính thời điểm bắt đầu của năm tế lễ. Năm 525 Dionysius Exiguus đề nghị hệ thống anno Domini, nó dần dần được phổ biến trong thế giới Thiên chúa giáo phương Tây, khi mà hệ thống này được Bede chấp nhận. Các năm được đánh số từ ngày được cho là ngày hiện thân của Chúa Giê-su hay ngày Lễ Truyền Tin, tức ngày 25 tháng 3, mặc dù nó nhanh chóng được đổi sang ngày Lễ Giáng Sinh, sau đó lại quay lại ngày Lễ Truyền Tin tại Anh, và năm được đánh số cuối cùng đã bắt đầu vào Lễ Phục Sinh tại Pháp.

## Từ Julius tới Gregorius
Nói chung lịch Julius đã được sử dụng ở châu Âu từ thời kỳ Đế chế La Mã cho đến tận năm 1582, khi Giáo hoàng Gregorius XIII công bố lịch Gregorius, nó nhanh chóng được các quốc gia Công giáo chấp thuận. Các quốc gia theo Tin Lành đã theo lịch này muộn hơn, còn các nước Đông Âu thì còn muộn hơn nữa. Vương quốc Anh có ngày thứ Năm 14 tháng 9 năm 1752 tiếp theo ngay sau ngày thứ Tư 2 tháng 9 năm 1752. Thụy Điển chấp nhận lịch mới năm 1753, nhưng có thời kỳ 12 năm bắt đầu từ năm 1700 đã sử dụng lịch Julius sửa đổi. Nga duy trì lịch Julius cho đến tận Cách mạng Nga (chính vì thế nó được gọi là 'Cách mạng tháng Mười Nga' nhưng diễn ra vào tháng 11 theo lịch Gregorius) năm 1917, trong khi Hy Lạp vẫn tiếp tục sử dụng lịch Julius cho đến tận năm 1923.
Mặc dù tất cả các quốc gia Đông Âu đã chấp nhận lịch Gregorius trước hoặc vào năm 1923, nhưng các Giáo hội Chính thống giáo trong nước họ thì lại không như vậy. Lịch Julius cải cách đã được đưa ra trong hội nghị tôn giáo ở Constantinopolis tháng 5 năm 1923, chứa các phần theo Mặt Trời mà chúng đã và sẽ đồng nhất với lịch Gregorius cho đến tận năm 2800, và phần theo Mặt Trăng để tính Lễ Phục Sinh theo thiên văn tại Jerusalem. Tất cả các giáo hội Chính thống giáo đã từ chối việc chấp nhận phần theo Mặt Trăng, vì thế gần như tất cả các giáo hội Chính thống giáo vẫn tiếp tục kỷ niệm Lễ Phục Sinh theo lịch Julius (chỉ có Giáo hội Chính thống giáo Phần Lan sử dụng lễ Phục Sinh Gregorius). Phần theo Mặt Trời chỉ được một số giáo hội Chính thống giáo chấp nhận, bao gồm Constantinople, Alexandria, Antioch, Hy Lạp, Síp, Romania, Ba Lan, Bulgaria (năm 1963), và Giáo hội Chính thống giáo tại Mỹ (viết tắt trong tiếng Anh: OCA) mặc dù một số giáo xứ OCA được cho phép sử dụng lịch Julius). Vì thế, các giáo hội này kỷ niệm Lễ Giáng Sinh cùng một ngày với những người Thiên chúa giáo phương Tây là 25 tháng 12 theo lịch Gregorius cho đến tận năm 2800. Các giáo hội Chính thống giáo Jerusalem, Nga, Serbia, Gruzia, Ukraina và những người Hy Lạp theo lịch cũ vẫn tiếp tục sử dụng lịch Julius đối với những ngày tháng cố định của họ, vì thế họ kỷ niệm Lễ Thánh Đản vào 25 tháng 12 theo lịch Julius (tức 7 tháng 1 theo lịch Gregorius cho đến tận năm 2100).